# TA-SACRA
TA-SACRA（ティーエーサクラ、1978年4月29日 - ）は、日本の作曲家、編曲家、音楽プロデューサーである。福岡県福岡市出身。

## 来歴
本間昭光、飯田高広のアシスタントを務めた後、J-POP、器楽曲、ミュージカル、テレビ番組BGMなどの楽曲を制作。
2012年5月から2014年4月まで、菅原かずやのサポートキーボードと作曲・編曲を担当。
S.A.C.名義でYU-SEI vivit AZAZELの作曲・編曲を行っている。

## 主な作品
- 『Teaたいむ★インヴィテーション』 （YU-SEI vivit AZAZEL） /作曲・編曲（S.A.C.名義）
- 『マジマジカル』 （YU-SEI vivit AZAZEL） /作曲・編曲（S.A.C.名義）
- 『キマグレWorld』 （YU-SEI vivit AZAZEL） /作曲・編曲（S.A.C.名義）
- 『カラフル Days/おとなネバーランド』 （YU-SEI vivit AZAZEL） /作曲・編曲（S.A.C.名義）

- 『恋のバカンス』 （大内義昭&ハルカミホ） /編曲　中京テレビ「PS」エンディングテーマ

- 『Pink winds blow』 （YUCCO） /作曲・編曲　西鉄バスエコルカードCMソング

- 『線香花火』 （YUCCO） /作詞・作曲・編曲　東急系ケーブルテレビiTSCOM番組 C114ch「古今東西」テーマソング

- ミュージカル『THE☆BUSAIKU』 /作曲・編曲　主演/ 鎌苅健太、その他

- TBSテレビ『ほんの・・・おさわり劇場』 カフカ「変身」篇　/作曲・編曲

## コーラス参加作品
- テニスの王子様（跡部景吾）『CHASER~穢れなき追撃者』

## 関連人物
- 本間昭光
- 飯田高広
- 大内義昭
- ハルカミホ
- 鎌苅健太
- 菅原かずや
- YU-SEI vivit AZAZEL